# Manihi
Manihi est un atoll situé dans l'archipel des Tuamotu en Polynésie française dans le sous-groupe des Îles du Roi Georges. Celui-ci est le chef-lieu de la commune de Manihi.

## Géographie

### Situation

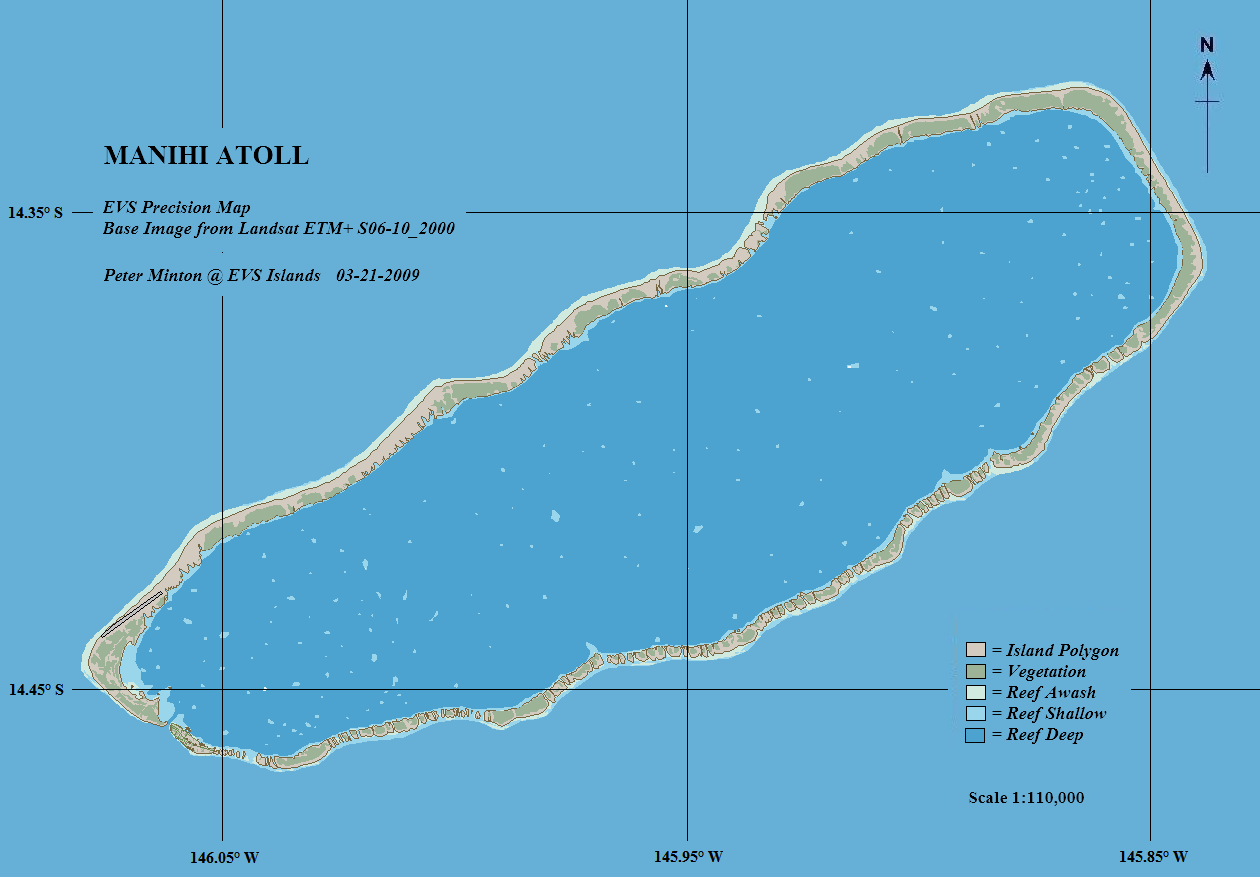
Relevé topographique de Manihi

Manihi est situé à 15 kilomètres à l'est d'Ahe, le plus proche atoll avec lequel il forme une commune, à 70 km à l'ouest de Takapoto et à 500 kilomètres au nord-est de Tahiti. Manihi est un atoll ovale de 27 km de longueur et 8 km de largeur maximales pour une surface de 13 km2 de terres émergées et un lagon d'une superficie de 160 km2 avec une passe, nommée Tairapa, située au sud-ouest. Il est composé d'une île pratiquement continue.

### Géologie
D'un point de vue géologique, l'atoll est l'excroissance corallienne (de quelques mètres et commune à Ahe) du sommet du mont volcanique sous-marin homonyme de la plaque du Pacifique, qui mesure 2 760 mètres depuis le plancher océanique, formé il y a 57,7 à 60,9 millions d'années.

### Démographie
En 2017, la population totale de Manihi est de 650 personnes, principalement regroupées dans le village de Paeua (environ 400 habitants), qui se trouve dans la partie sud-ouest de l'atoll au niveau de l'entrée de la passe du lagon ; son évolution est la suivante :
| 313                                                     | 429 | 769 | 793 | 816 | 685 | 650 |
| Sources ISPF et Gouvernement de la Polynésie française. |     |     |     |     |     |     |

## Histoire

### Peuplement polynésien et découverte par les Européens
Les explorateurs hollandais Willem Schouten et Jacob Le Maire furent les premiers Européens qui arrivèrent à Manihi le 10 avril 1616, et nommèrent l'atoll du nom de Waterland. Leur compatriote hollandais Jakob Roggeveen le visite le 25 mai 1722 ainsi que le navigateur britannique John Byron le 13 juin 1765 qui lui donne quant à lui le nom d'« Île du Prince de Galles ». C'est ensuite John Turnbull qui l'aborde le 11 février 1803 et le mentionne sous le nom de « Mangee ».

### Période contemporaine
Au XIXe siècle, Manihi devient un territoire français, peuplé d'environ 100 habitants vers 1850, qui développe la production d'huile de coco (d'environ 20 tonneaux par an vers 1860).
En 1983, les Tuamotu sont frappées par une série de cyclones, dont Orama qui provoque d'importants dégâts sur l'atoll. Le 26 juillet 2021, Manihi reçoit la première visite d'un président de la République française à l'occasion du passage d'Emmanuel Macron sur l'atoll – après sa visite officielle historique aux îles Marquises –, qui annonce la construction de dix-sept abris de survie dans les Tuamotu-Gambier pour faire face aux cyclones en augmentation avec le réchauffement climatique.

## Économie

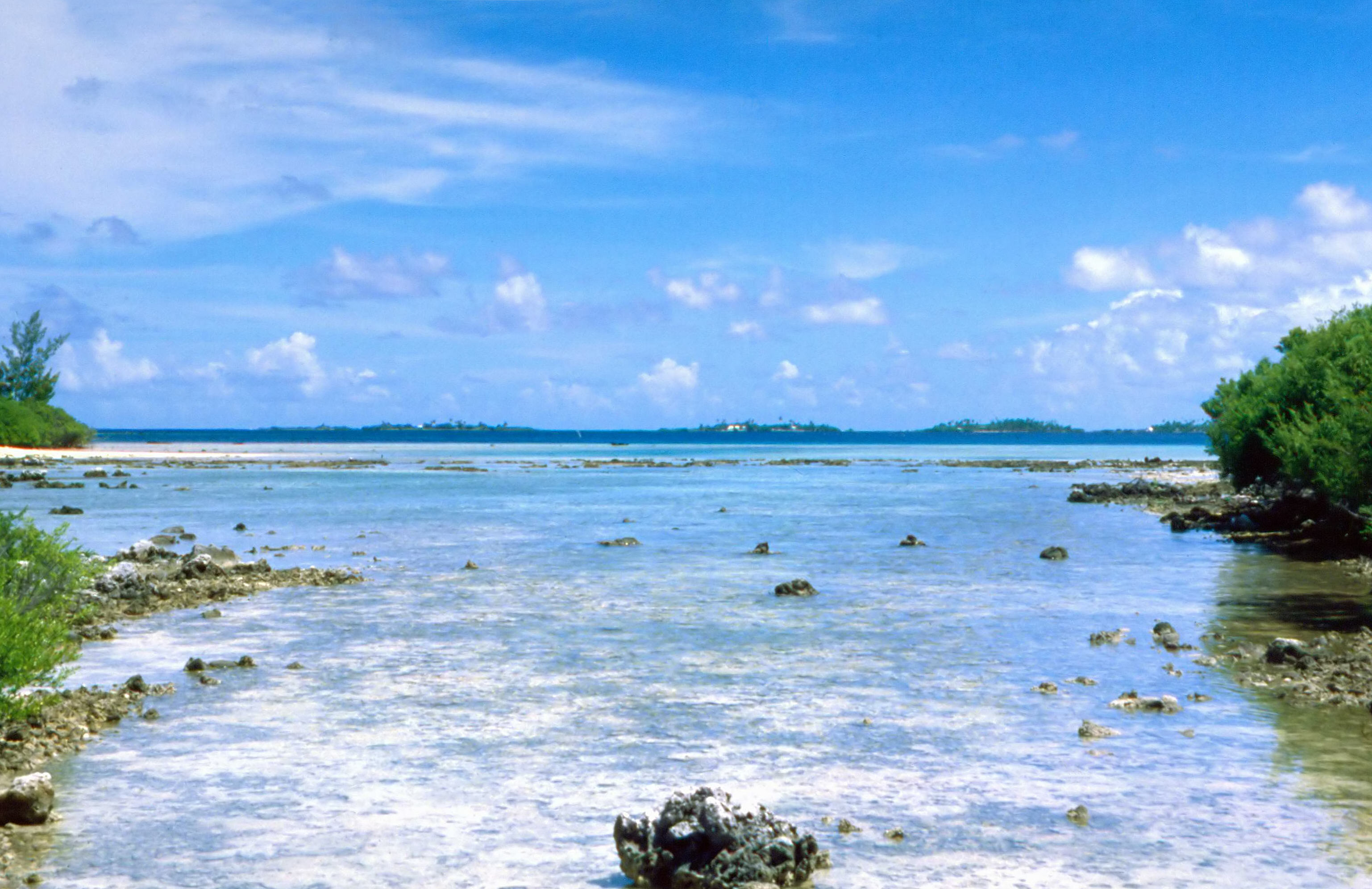
Vue du lagon

Depuis le XIXe siècle jusqu'aux années 1960, l'atoll est un site de production d'huîtres nacrières (avec environ 5 à 10 tonnes produites par an vers 1920) et perlières naturelles puis, après la surexploitation de la ressource naturelle, de développement de la perliculture au milieu des années 1960. Les fermes perlières de l'atoll produisent des perles noires d'élevage à partir des techniques de greffes importées du Japon en 1963 – Manihi étant le lieu historique de la première ferme perlière de « vraie grandeur » créée en Polynésie française –, mais ont cependant vu ces dernières années leur activité diminuer. En 2017, le lagon est exploité sur 650 ha pour l'élevage et les greffes et accueille 650 lignes de collectage de naissain.
L'atoll de Manihi est desservi depuis septembre 1969 par un petit aérodrome – possédant une piste de 930 mètres de longueur – situé de l'autre côté de la passe de Paeua et donc accessible par bateau depuis le village principal. Il accueille, en moyenne, environ 360 vols et de 7 000 à 9 000 passagers par an, dont 40% en transit.
L'aterrage du câble sous-marin Natitua et sa mise en service en décembre 2018 permet à Manihi d'être relié à Tahiti et à l'internet mondial à haut-débit.

## Faune et flore
L'atoll héberge une population endémique de Rousserolles à long bec et de Ptilopes des Tuamotu.